# Scared of Heights
Scared of Heights (isl. Við förum hærra) ist ein Lied der isländischen Sängerin Hera Björk. Mit dem Titel vertrat sie Island beim Eurovision Song Contest 2024.

## Hintergrund
Das Lied wurde von Ferras Alqaisi, Ásdís María Viðarsdóttir, Jaro Omar und Michael Burek geschrieben und von Burek produziert. Es wurde erstmals am 28. Januar 2024 bei Alda veröffentlicht. Am Tag zuvor war bekanntgegeben worden, dass es am nationalen Wettbewerb Söngvakeppnin 2024 teilnimmt, den es schließlich gewann. Nach dem Wettbewerb wurden Vorwürfe von Abstimmungspannen zugunsten von Hera Björk und zuungunsten des Zweitplatzierten Bashar Murad im Superfinale laut, die allerdings vom Sender Ríkisútvarpið zurückgewiesen wurden. Hera Björk nahm damit zum zweiten Mal nach 2010 am Eurovision Song Contest teil.

## Inhalt
Das Lied wurde als eine Ballade beschrieben, die davon handelt, Ängste zu überwinden und angesichts der Widrigkeiten des Lebens Stärke zu finden.

## Eurovision Song Contest
Beim Eurovision Song Contest 2024 in der Malmö Arena in Malmö, Schweden, wurde der Song zunächst im ersten Halbfinale am 7. Mai aufgeführt. Bei der Auslosung am 30. Januar 2024 wurde ihm die zweite Hälfte zugelost. Am 26. März 2024 wurde ihm dort der achte Startplatz zugeteilt. Er konnte sich nicht für das Finale qualifizieren und erreichte im Halbfinale den 15. Platz mit drei Punkten.